# Apororhynchus aculeatus
Espèce
Apororhynchus aculeatus est une espèce d'acanthocéphales de la famille des Apororhynchidae. C'est un parasite digestif d'oiseaux au Brésil.